# مارك جاكسون (لاعب كرة قدم أسترالية)
مارك جاكسون (بالإنجليزية: Mark "Jacko" Jackson)‏ هو لاعب كرة قدم أسترالية أسترالي، ولد في 30 أغسطس 1959.

## وصلات خارجية
- مارك جاكسون على موقع AustralianFootball.com (الإنجليزية)
- مارك جاكسون على موقع AFLtables.com (الإنجليزية)
- مارك جاكسون على موقع IMDb (الإنجليزية)
- مارك جاكسون على موقع ميوزك برينز (الإنجليزية)
- مارك جاكسون على موقع قاعدة بيانات الفيلم (الإنجليزية)